# Одивелаш (станция метро)
«Одиве́лаш» (порт. Odivelas) — станция Лиссабонского метрополитена. Находится в восточной части города Одивелаш. Является конечной станцией Жёлтой линии (Линии Подсолнечника). Соседняя станция — «Сеньор-Робаду». Открыта 27 марта 2004 года. Станция названа в честь города, в котором находится. Является одной из четырёх станций, расположенных за пределами Лиссабона (три других — «Реболейра», «Алфорнелуш» и «Амадора-Эшти»). Так же является одной из трёх наземных станций (две другие — «Кампу-Гранди» и «Сеньор-Робаду»).

## Описание
Станция архитектурно напоминает другие станции, с которыми открыта в один день («Кинта-даш-Коншаш», «Лумьяр», «Амейшуэйра» и «Сеньор-Робаду»).
Особенностью станции является её расположение. Юго-восточный въезд на станцию ведёт на эстакаду, сама станция расположена на уровне земли, а северо-западный въезд ведёт под землю. Таким образом станция выполняет роль портала тоннеля. Станция имеет типовые береговые платформы длиной 105 метров. Стены и потолок станции оформлены окнами для лучшего освещения. Архитектор — Паулу Бриту да Силва.
Станция украшена относительно бедно. Плиткой декорированы стены в районе спусков на платформу. На стенах размещены рисунки работы Альваро Лапа.
В среднесрочной перспективе планируется продление Жёлтой линии дальше на север. «Одивелаш» станет развилкой, от которой одна ветка пойдёт на северо-запад города Одивелаш, а другая — в сторону города Лореш.

## Галерея

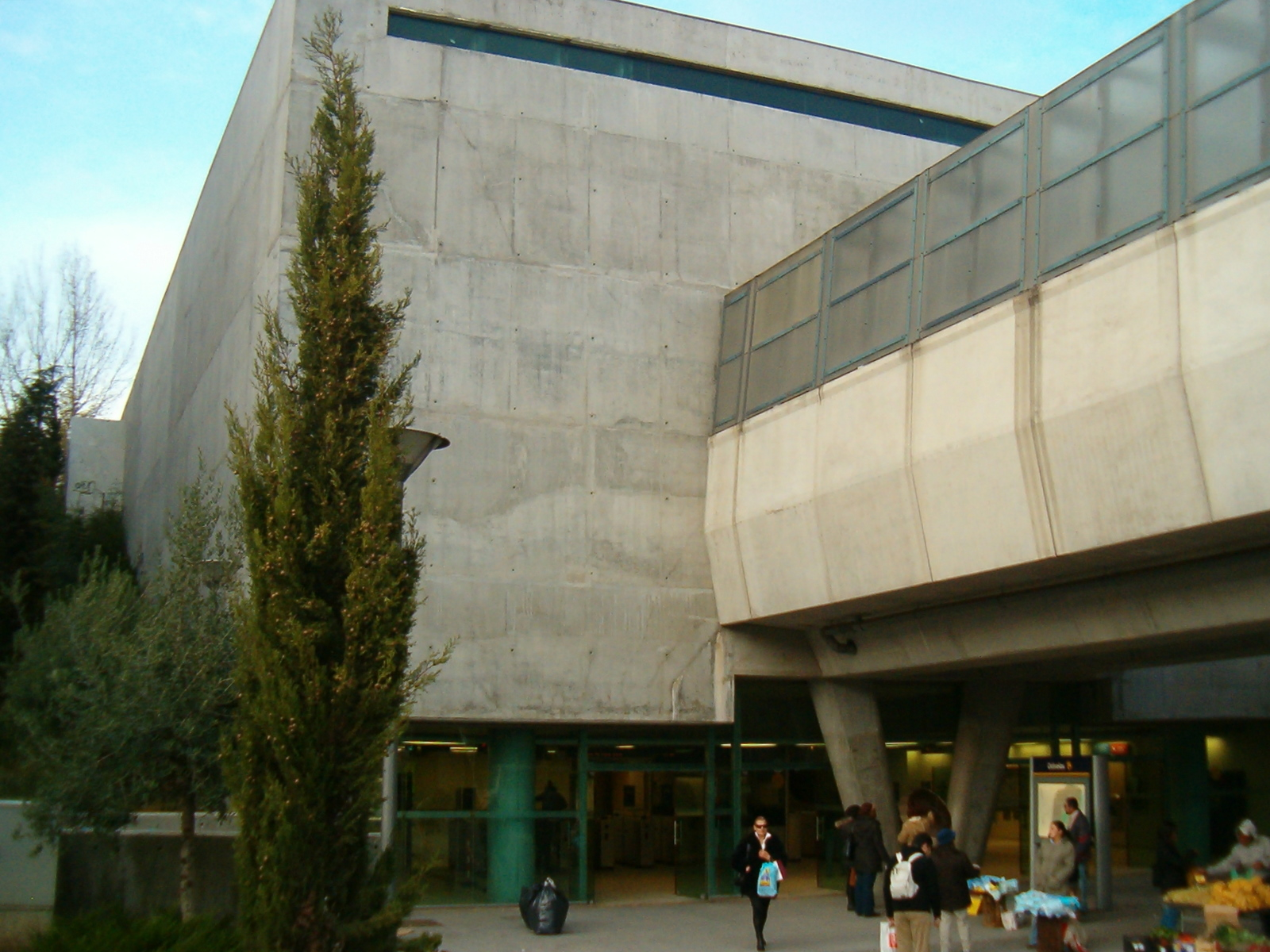
Вид станции с улицы
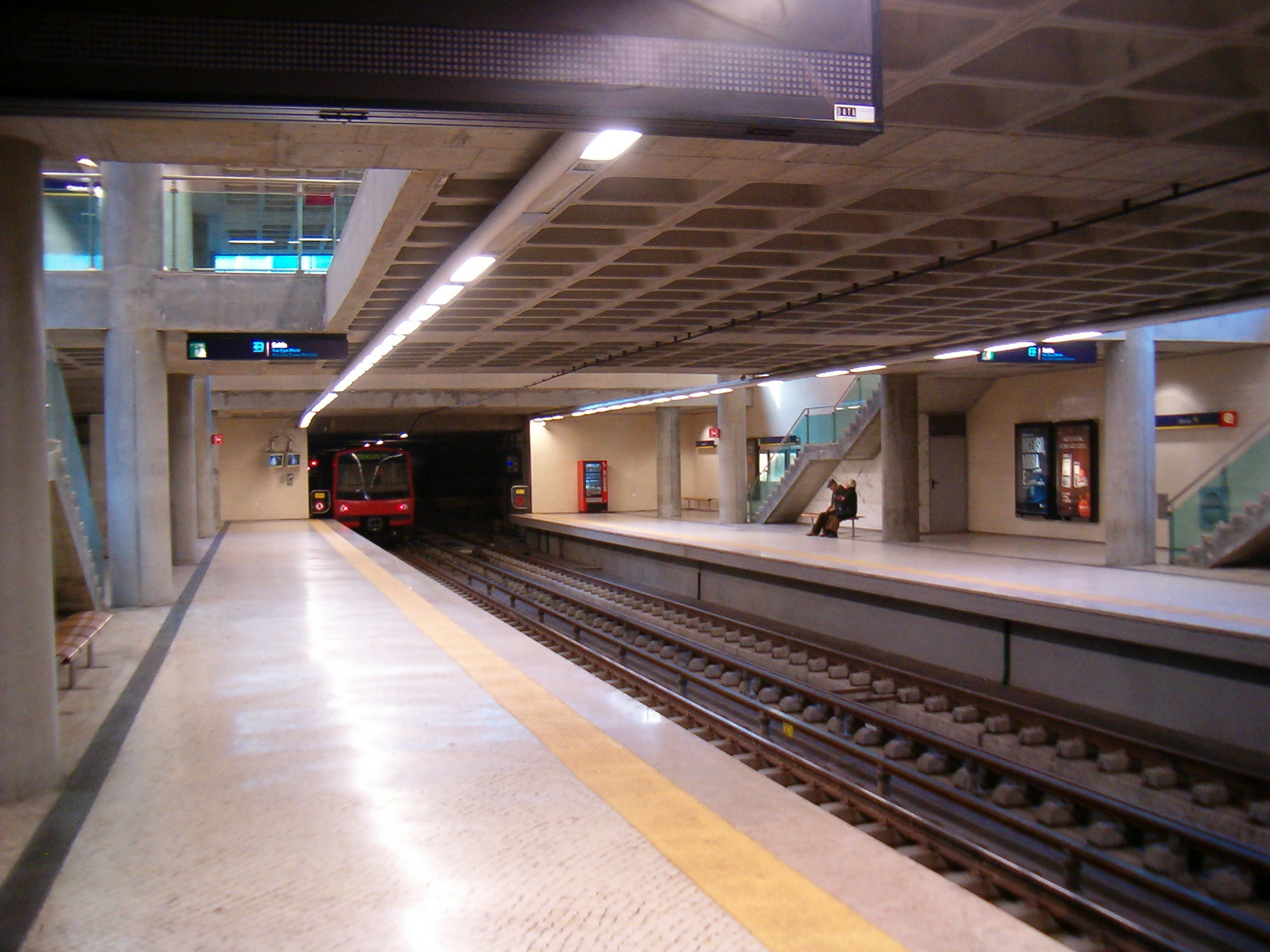
Главный зал и посадочные платформы
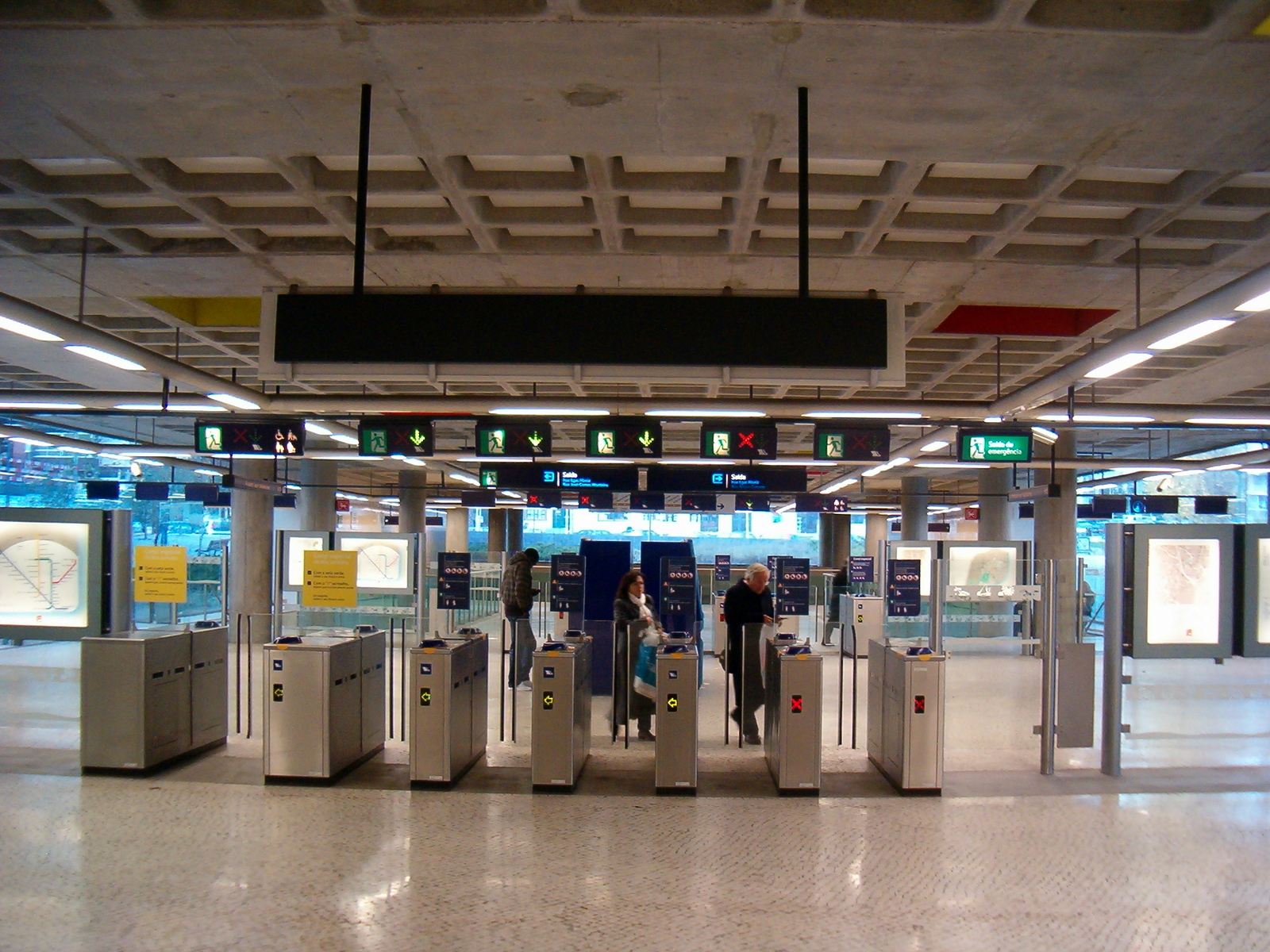
Пропускные турникеты
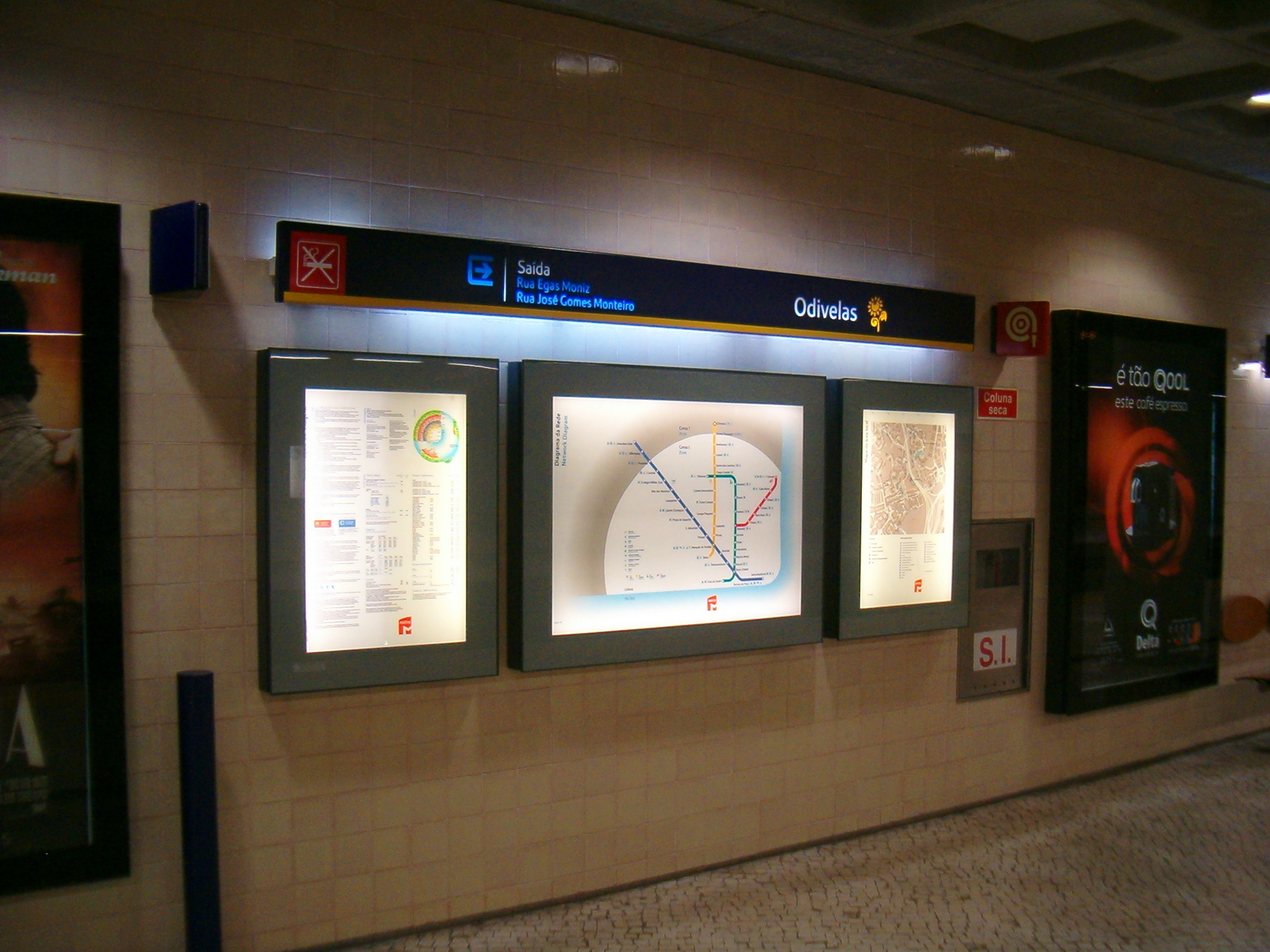
Информационный стенд на платформе
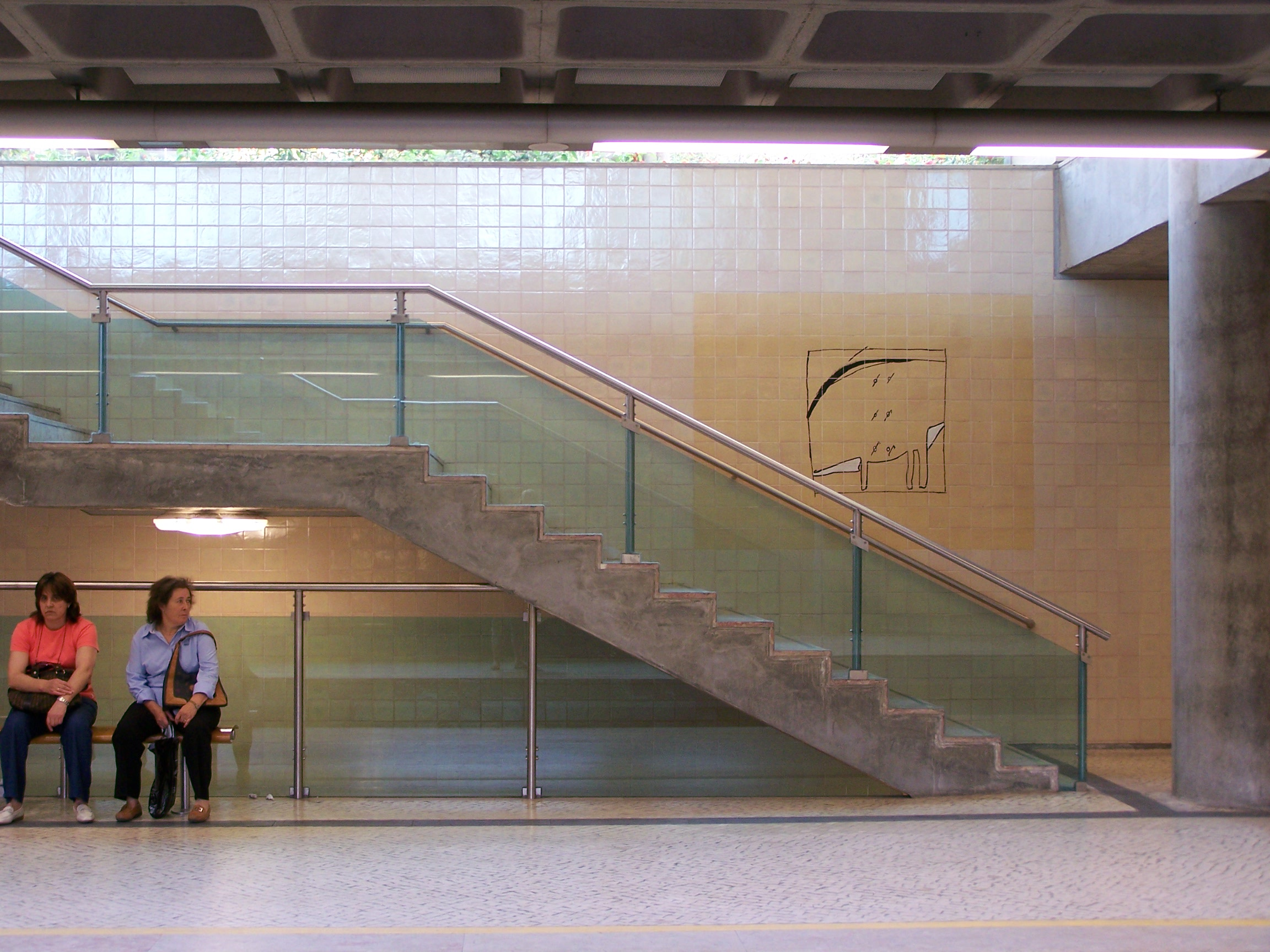
Декорация стен и спуск на платформу